# Katschberg Straße
Die Katschberg Straße (Katschberg-Straße, B 99) ist eine Landesstraße in Österreich und verläuft von Bischofshofen im Land Salzburg nach Spittal an der Drau in Kärnten.

## Verlauf
Die Katschberg-Straße verläuft fast parallel zur Tauern-Autobahn A 10 und führt über zwei Pässe.
Von Bischofshofen führt die 114 Kilometer lange Straße nach Radstadt im Pongau, anschließend nach Untertauern und über den Radstädter Tauernpass (höchster Punkt der Straße). Auf dem Tauernpass liegt der Wintersportort Obertauern.
Danach verläuft die Straße über Tweng, Mauterndorf und St. Michael im Lungau zum Katschbergpass. Der Katschbergpass darf nicht von Lkw mit Anhänger, Sattelkraftfahrzeugen und von Fahrzeugen mit Wohnwagenanhänger befahren werden. Der Pass verbindet das Katschtal in der Gemeinde Rennweg am Katschberg in Kärnten mit dem Lungau im Salzburger Land und die Hohen Tauern im Westen mit den Gurktaler Alpen (Nockbergen) im Osten.
Über Rennweg am Katschberg und Gmünd verläuft die Straße entlang der Lieser bis nach Spittal an der Drau. Die Katschbergstraße wird auf ihrer gesamten Länge vom Postbus befahren.

## Galerie

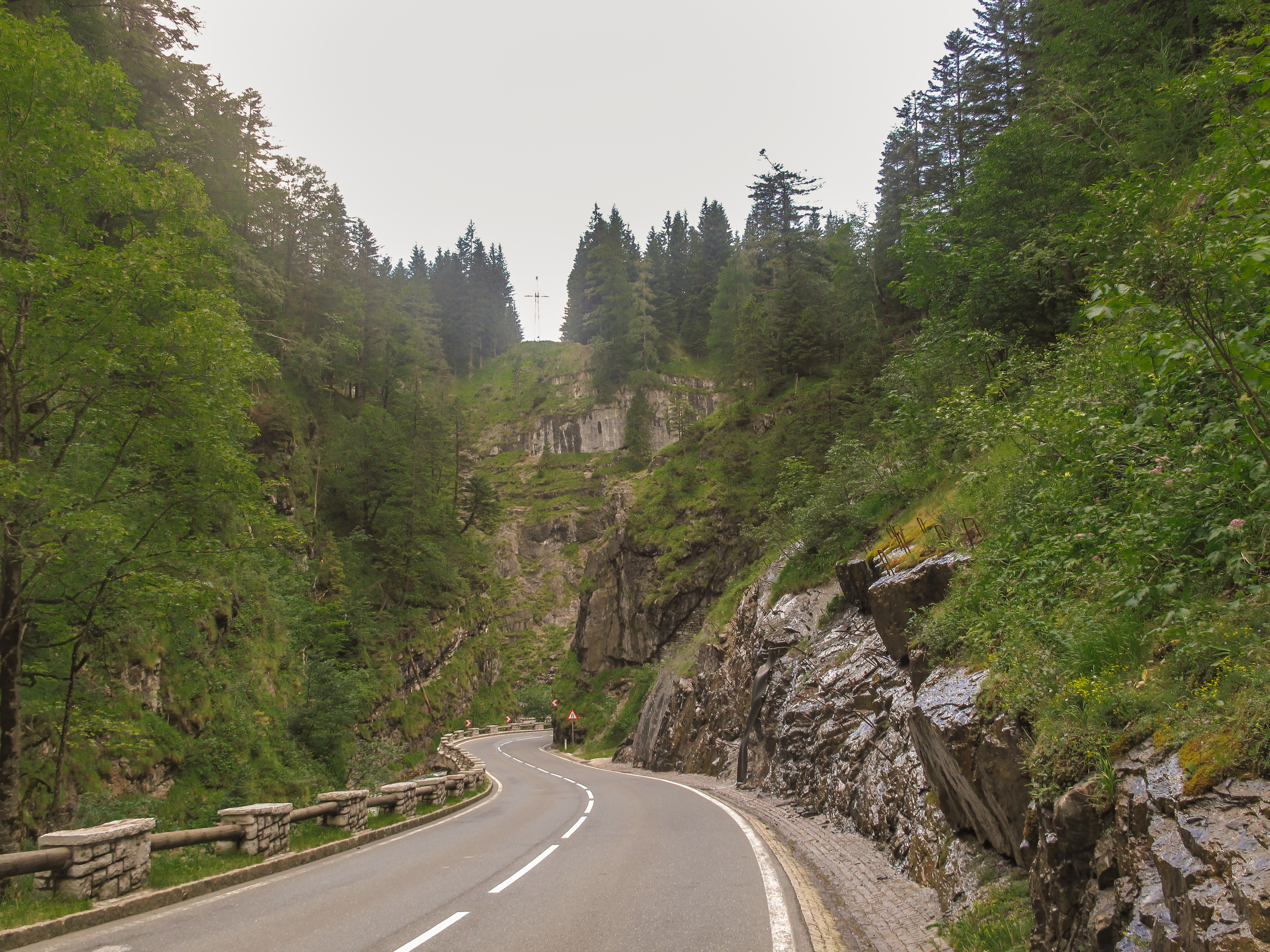
Straße zwischen Untertauern und Radstädter Tauernpass
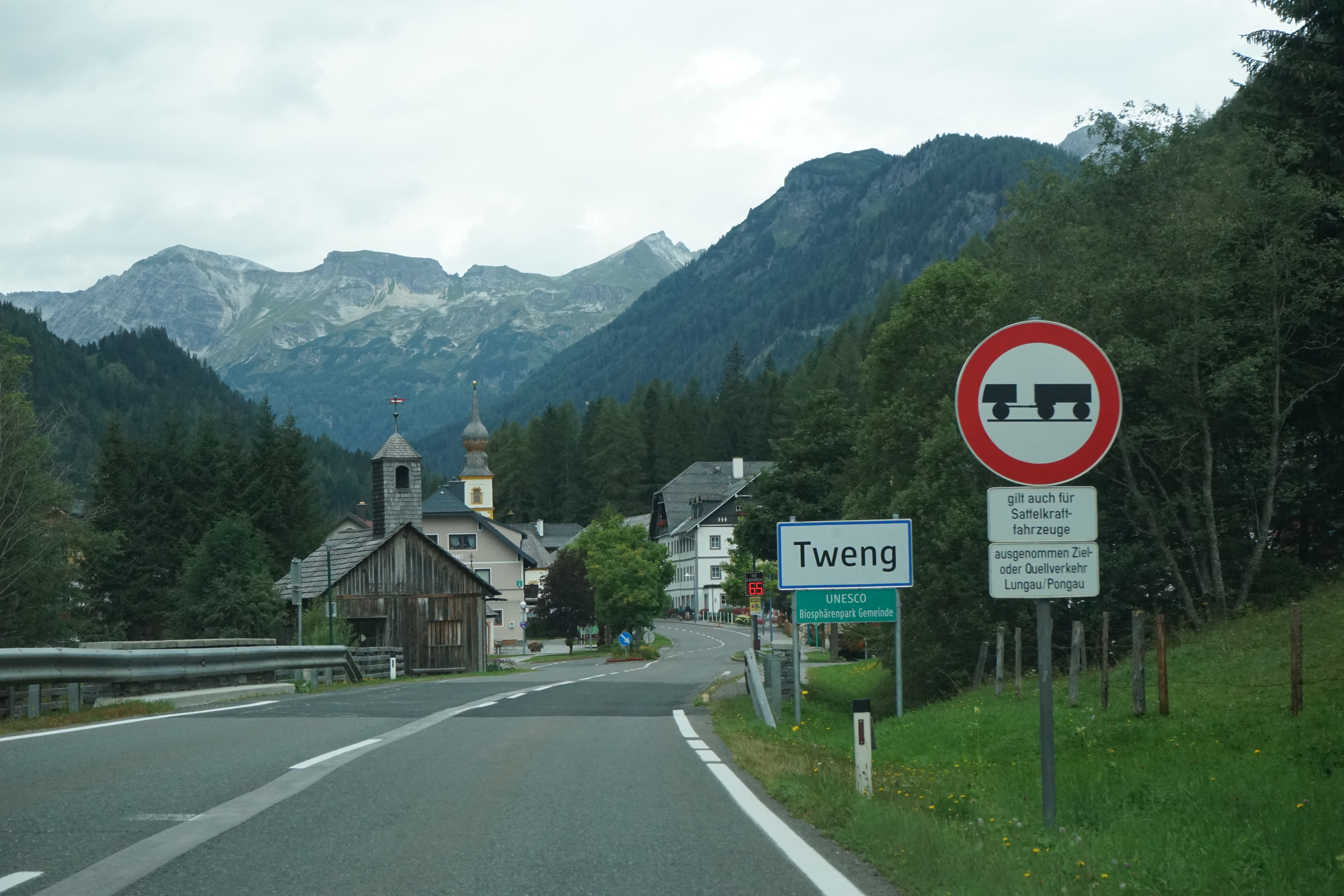
Straße in Tweng am Radstädter Tauernpass
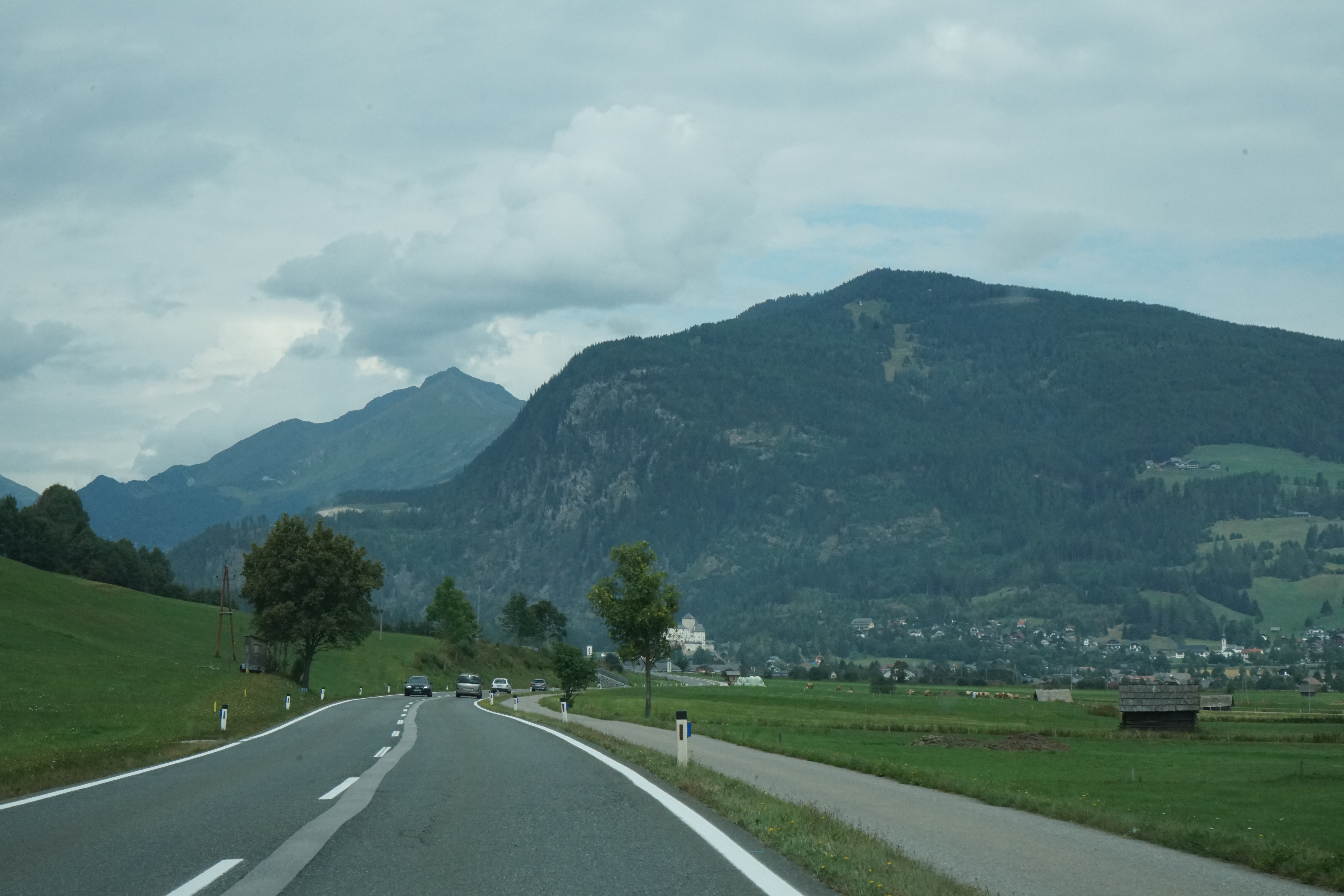
Straße in Mauterndorf
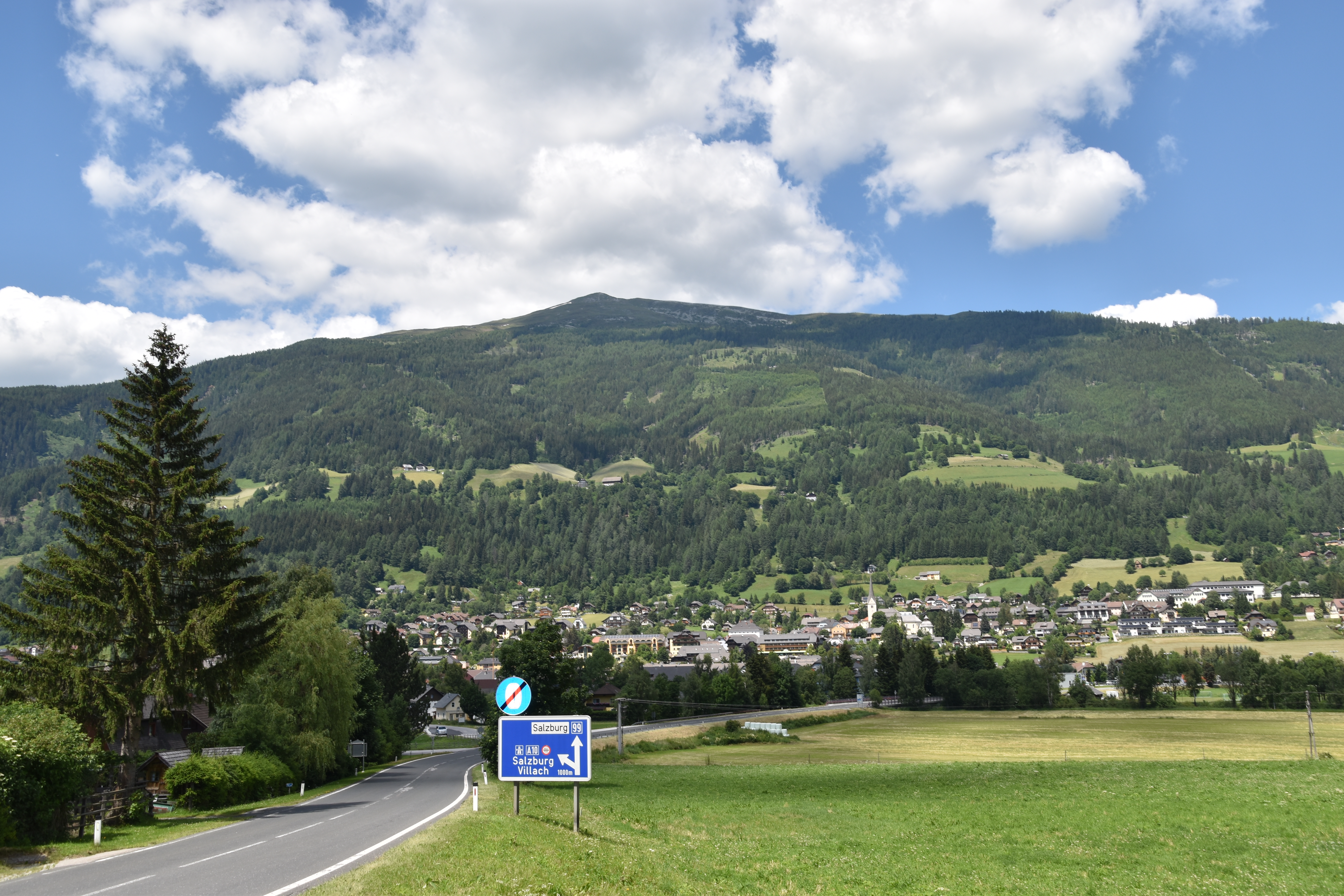
Straße zwischen St. Michael und Katschberg
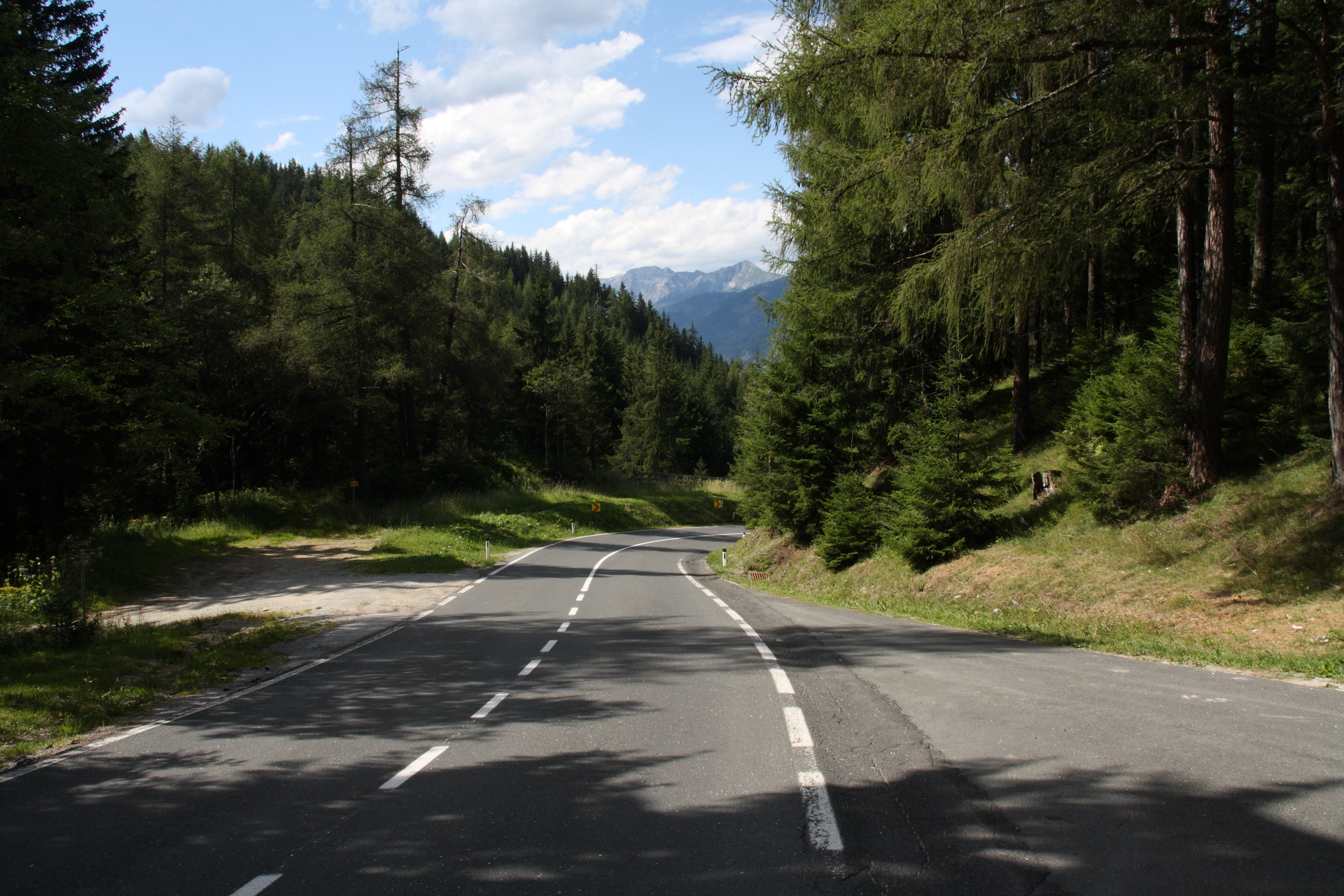
Straße nördlich unterhalb der Katschberghöhe
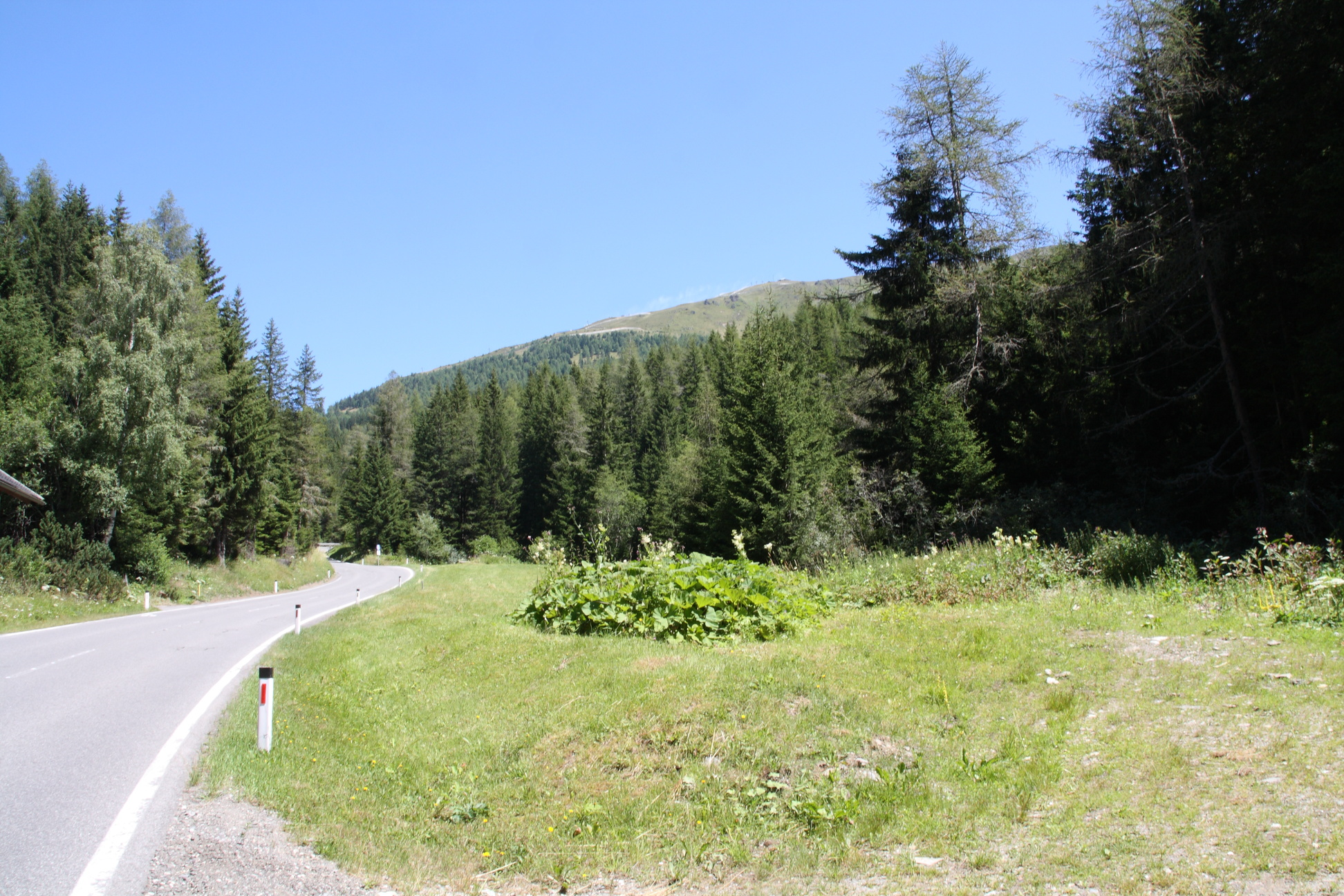
Straße südlich unterhalb der Katschberghöhe
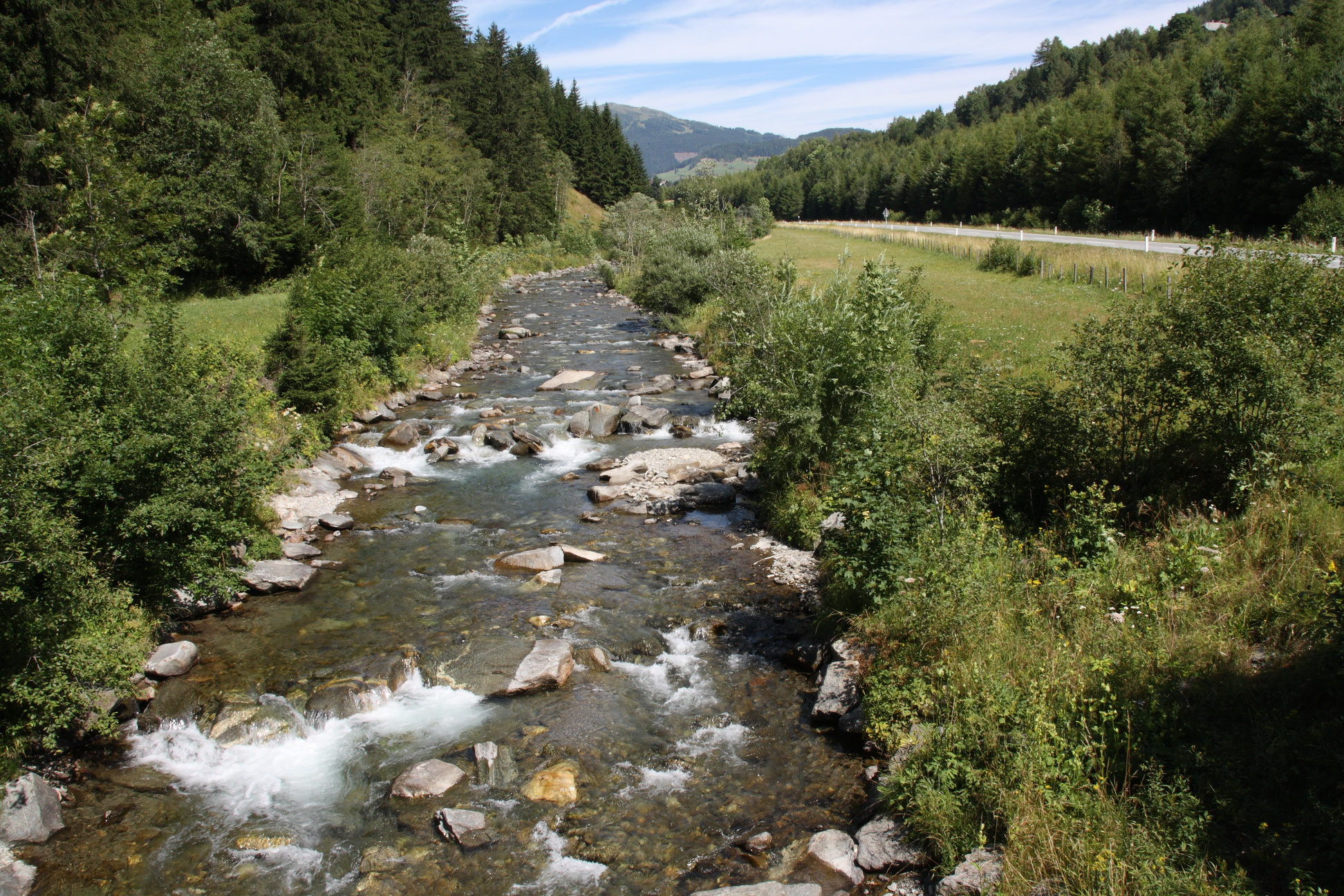
Straße neben der Lieser südlich von Rennweg am Katschberg
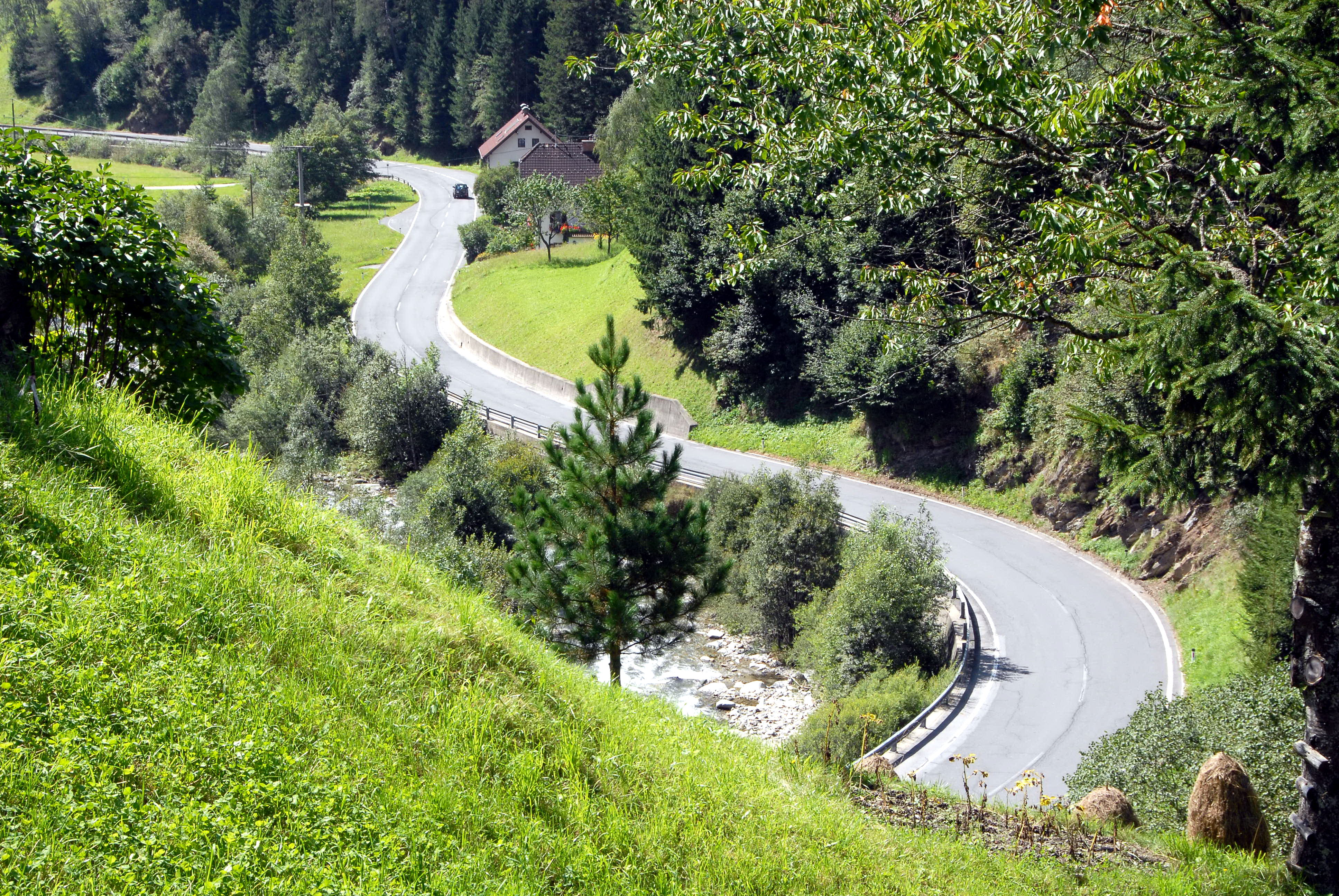
Straße im Kärntner Liesertal im Bereich St. Nikolai in der Gemeinde Krems

## Geschichte
Zwischen 1519 und 1530 wurde die erste Fahrstraße über den Radstädter Tauern eingerichtet, auf der ein Großteil des Warentransports zwischen Salzburg und Venedig abgewickelt wurde. Von 1749 bis 1753 wurde diese Fahrstraße zu einer Chaussee ausgebaut.
Die Kärntner Straße (in Salzburg) beziehungsweise Salzburger Straße (in Kärnten) gehört zu den ehemaligen Reichsstraßen, die 1921 als Bundesstraßen übernommen wurden.
Bis 1938 wurde diese Bundesstraße als B 62 bezeichnet, nach dem Anschluss Österreichs wurde sie bis 1945 als Teil der Reichsstraße 331 geführt.
Der oberste Teil der historischen Nordrampe des Radstädter Tauerns, der Kirchbichl (Kirchbühel) westlich unterhalb des Tauernfriedhofes, hatte eine Steigung von 24 Prozent. 1951 wurde diese steile Passage mittels Straßenumlegung nach Norden und Bogenbrücke (damals Salzburgs größte eingespannte Bogenbrücke) über die oberste Nördliche Taurach umfahren und damit die dortige Steigung auf 8 Prozent verringert.
Wegen der Steigungen bis zu 18 Prozent war auch der Katschberg früher von den Kraftfahrern gefürchtet. In den Sommermonaten standen an den Straßenrändern viele Pkw mit kochendem Kühlwasser. In den Jahren 1956 bis 1958 wurde die Straße entschärft, modernisiert und asphaltiert. Der Katschberg ist mit einer durchschnittlichen Steigung von 12,3 Prozent über 5 km in der Nordrampe, 11,9 Prozent über 3 km in der Südrampe und maximalen Steigungen von 15 Prozent in beiden Rampen, jeweils betrachtet von der Passhöhe, sowie teilweise sehr engen Kehren und Kurven auch heute noch schwierig zu befahren.
Am 12. August 2017 gegen 22.30 Uhr kam es im Bereich zwischen Kreuzbergmaut und Pöham an einer Stelle mit etwa 45 Jahre alter Felssicherung (durch anliegenden Spritzbeton) zu einem Felssturz von etwa 5000 Kubikmeter Gestein. Die Straße war auf einer Länge von gut 50 Metern verschüttet. Die Tauernautobahn A10 und die ÖBB-Zugstrecke durch das Fritztal waren von diesem Felssturz nicht betroffen.

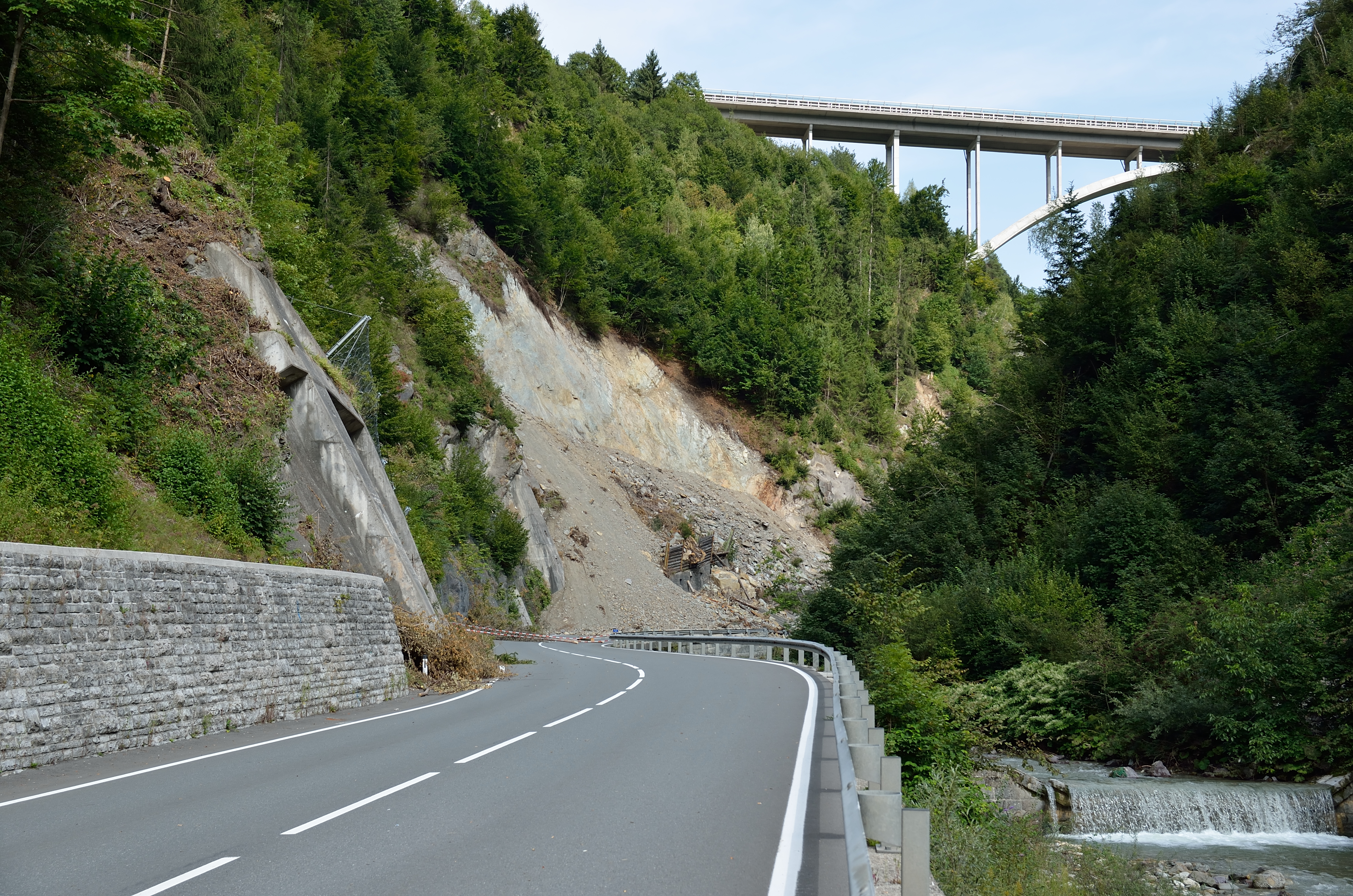
Die abgesperrte Straße zwei Wochen nach dem Felssturz (2017)

Am 9. Februar 2021 verschüttete eine Mure um 17.10 Uhr die B99 in der Gemeinde Seeboden auf voller Breite. Erst um 11.30 Uhr war nach einem Murenabgang in Krems in Kärnten an einem Brückenpfeiler die Tauernautobahn A10  gesperrt worden.
Wegen einer sich zu vergrößern drohenden Rutschung wurde am Nachmittag des 21. Februar 2022 die B99 zwischen Hüttau und Pöham für mehrere Wochen gesperrt.